# Kyle Ryan
Kyle Ryan (né le 25 septembre 1991 à Auburndale, Floride, États-Unis) est un lanceur gaucher des Ligues majeures de baseball jouant avec les Cardinals de Saint-Louis.

## Carrière
Kyle Ryan est repêché au 12e tour de sélection par les Tigers de Détroit en 2010.
Ryan fait ses débuts dans le baseball majeur comme lanceur partant des Tigers le 30 août 2014. Dans le second match d'un programme double, il mérite sa première victoire après avoir blanchi les White Sox de Chicago en 6 manches au monticule.